# ۱۱۵۳ (قمری)
۱۱۵۳ (قمری)، هزار و صد و پنجاه و سومین سال در گاهشماری هجری قمری است. اول محرم این سال برابر با بیست و نهم مارس سال ۱۷۴۰ میلادی است.

## وابسته
- خوارزم